# Asterocheres lilljeborgi
Asterocheres lilljeborgi is een eenoogkreeftjessoort uit de familie van de Asterocheridae. De wetenschappelijke naam van de soort is voor het eerst geldig gepubliceerd in 1859 door Boeck.